# Challenger de Praga 2013
El Prague Open 2013 fue un torneo de tenis profesional que se jugó en canchas de arcilla. Se trató de la primera edición del torneo que forma parte del ATP Challenger Tour 2013 . Tuvo lugar en Praga , República Checa entre el 10 y el 16 de junio de 2013.

## Jugadores participantes del cuadro de individuales

### Cabezas de serie
| País                      | Jugador                 | Rank1 | Favorito |
| Bandera de Austria        | Andreas Haider-Maurer   | 105   | 1        |
| Bandera de Italia         | Filippo Volandri        | 111   | 2        |
| Bandera de Estados Unidos | Wayne Odesnik           | 113   | 3        |
| Bandera de España         | Rubén Ramírez Hidalgo   | 123   | 4        |
| Bandera de Italia         | Matteo Viola            | 132   | 5        |
| Bandera de España         | Daniel Muñoz de la Nava | 145   | 6        |
| Bandera de Ucrania        | Oleksandr Nedovyesov    | 160   | 7        |
| Bandera de Argentina      | Facundo Argüello        | 170   | 8        |
| ------------------------- | ----------------------- | ----- | -------- |

- 1 Se ha tomado en cuenta el ranking del 27 de mayo de 2013.

### Otros participantes
Los siguientes jugadores recibieron una invitación (wild card), por lo tanto ingresan directamente al cuadro principal (WC):
- Dušan Lojda
- Ivo Minář
- Adrian Sikora
- Robin Staněk

Los siguientes jugadores ingresan al cuadro principal tras disputar el cuadro clasificatorio (Q):
- Víctor Estrella
- Lukas Marsoun
- Jan Satral
- Dominik Suc

## Campeones

### Individual Masculino
- Oleksandr Nedovyesov derrotó en la final a  Javier Martí, 6–0, 6–1

### Dobles Masculino
- Hsin-Han Lee /  Hsien-Yin Peng derrotaron en la final a  Vahid Mirzadeh /  Denis Zivkovic por 6-4, 4-6, [10-5].